# 大和トンネル
大和トンネル （やまとトンネル）は、東名高速道路の横浜町田ICと綾瀬スマートIC間にあるトンネルであり、神奈川県大和市上草柳にある。
東名高速道路の起点となっている東京ICから約23キロメートル (km) の地点にあり、下り線では最初のトンネルである。頻繁に渋滞が発生する箇所として知られており、テレビやラジオの交通情報でよく出てくる渋滞の名所である。
市街地にあり、トンネルと言うより地下道のような構造である。長さは280メートル (m)。

## 計画と建設
厚木海軍飛行場北辺の通過区間は、元々地上を通過する予定であった。しかし、この付近で米軍のジェット機が墜落し、これを重大視した防衛施設庁が東名のルート変更を求めてきた。日本道路公団は不可能との回答を行ったが、再度の要請により応じることにした。
ただし、路線の移動は困難であるため、路線縦断を航空管制の制限高さよりも低くすることで対応した。次いで、事故の型をいかに考えるかで、まず、軍用飛行機が直接東名に墜落する場合は対策のとりようがないため、二次的に発生する事故について対策することになった。すなわち、墜落または失速した軍用機が滑走して起こる事故対策である。
方法としては、東名を切土にして、その上に蓋を取り付けて平地の状態に戻す方法が考案された。これが大和トンネルである。なお、基地周辺の盛土区間についても、こうした滑走から防護するために、路線の両側に堤防を築いた。トンネル構造は付近の地盤支持力が低いことから軽量化が大前提となったことで、相応の構造が採用された。

## 渋滞

大和トンネルをとりまく主要道路ネットワーク(2018)。

トンネルとしてそれほど規模は大きく（長く）ないが、付近で渋滞が頻繁に起こることで有名である。渋滞が発生する原因として、主にトンネル付近が緩やかな下り坂から上り坂となっている場所（サグ）であること、トンネルに入り照度が落ち減速してしまうことが挙げられている。また、トンネルを含む横浜町田IC - 海老名JCT間は並行する他の高速道路がなく交通が集中しやすいことや、名古屋寄りの出入口付近に設けられたNシステムをオービスと誤認した車が減速することも渋滞に拍車をかけている。
国土交通省が公表した集計(平成26年度速報値)によれば、大和トンネルを含む横浜町田IC - 海老名JCT間の上りおよび下りが、全国の高速道路における渋滞ワースト1位および3位の区間とされている。年末年始、5月の大型連休、旧盆の時期、10月の大型連休による3連休には上下線ともに渋滞は30 km以上になることもあり、上り線は足柄SA付近まで、下り線は東京ICを過ぎて首都高速3号渋谷線まで伸びる事もある。
テレビ・ラジオなどの交通情報では、関東地方における交通機関の混雑状況を示す象徴的な場所として取り上げられ、「大和トンネル（付近）を先頭に○○キロの渋滞」などとしてしばしば伝えられる。相模鉄道相模大塚駅付近にはNHKの固定情報カメラが大和トンネル方向に向けて設置されている。この他、下り線方向からは大和バス停付近、そして、上り線方向からは綾瀬バス停付近としても登場する。
上り線方向へ進行して大和トンネルを抜けた辺りの路面（大和バス停）にうねりがあり、積載物の落下事故も多い。これにより、事故渋滞になる事もある。
この渋滞対策として、料金社会実験やLED情報表示板による情報提供などが行われているほか、綾瀬バス停付近にETC車のみ利用できるスマートIC（綾瀬スマートIC）の建設、更には拡幅工事も計画された。このうち綾瀬スマートICについては2021年3月31日に供用開始され、トンネルを拡幅して整備した付加車線についても同年7月14日に運用を開始した（トンネル前後の付加車線は一部整備中）。

## 隣
E1 東名高速道路
(4) 横浜町田IC - 大和トンネル - (4-1) 綾瀬スマートIC - 海老名SA - (4-2) 海老名JCT - (5) 厚木IC